# Stazione di Omoigawa
La stazione di Ōhirashita (思川駅?, Ōhirashita-eki) è una stazione ferroviaria della città di Oyama, nella prefettura di Tochigi in Giappone, gestita dalla JR East.

## Linee
JR East
■ Linea Ryōmō

## Struttura
La fermata è realizzata in superficie, con un marciapiede a isola servente due binari passanti.
| Binario | Linea         | Destinazioni principali              |
| ------- | ------------- | ------------------------------------ |
| 1       | ■ Linea Ryōmō | Ashikaga, Kiryū, Maebashi e Takasaki |
| 2       | ■ Linea Ryōmō | Oyama                                |

## Stazioni adiacenti
| «           | Servizio    | »           |
| Linea Ryōmō | Linea Ryōmō | Linea Ryōmō |
| ----------- | ----------- | ----------- |
| Tochigi     | -           | Oyama       |